# Białorogi (Suwałki)
Białorogi – peryferyjna, śródleśna część miasta Suwałki w województwie podlaskim. Stanowi najdalej na północ wysuniętą część miasta wzdłuż ulicy Białorogi.
Dawniej była to południowa część wsi Białorogi.